# White Lies for Dark Times
Albums de Ben Harper
Lifeline Live from the Montreal International Jazz Festival
White Lies for Dark Times est le premier album de Ben Harper et des Relentless7. Il est sorti le 5 mai 2009 et c'est le premier album d'Harper en collaboration avec les Relentless7.

## Titres
1. Number With No Name
2. Up to You Now
3. Shimmer & Shine
4. Lay There & Hate Me
5. Why Must You Always Dress In Black
6. Skin Thin
7. Fly One Time
8. Keep It Together (So I Can Fall Apart)
9. Boots Like These
10. The Word Suicide
11. Faithfully Remain

Titres 1, 2, 7 et 11 écrits par B. Harper et J. Mozersky

Titres 3, 5, 6, 8 et 10 écrits par B. Harper

Titre 4 écrit par B. Harper et J. Ingalls

Titre 9 écrit par B. Harper, J. Mozersky, J. Ingalls et J. Richardson

## Crédits
- Ben Harper : Chant, guitare slide, guitare, percussions, piano, Wurlitzer, chœurs, guitare barytone à 12 cordes, tambaoracca
- Jason Mozersky : Guitare, orgue B-3, chœurs, guitare acoustique, piano, guitare barytone acoustique, guitare barytone électrique, guitare barytone à 12 cordes, mandoline électrique, guitare acoustique
- Jesse Ingalls : Basse, Wurlitzer, piano, ARP, chœurs
- Jordan Richardson : Batterie, tambourin, shaker, percussions, vibraphone, chœurs, congas
- Juan Nelson : Basse supplémentaire sur Shimmer & Shine
- Oliver Charles : Percussions supplémentaires sur Shimmer & Shine
- C.C. White : Chœurs sur Shimmer & Shine